# 오네가만

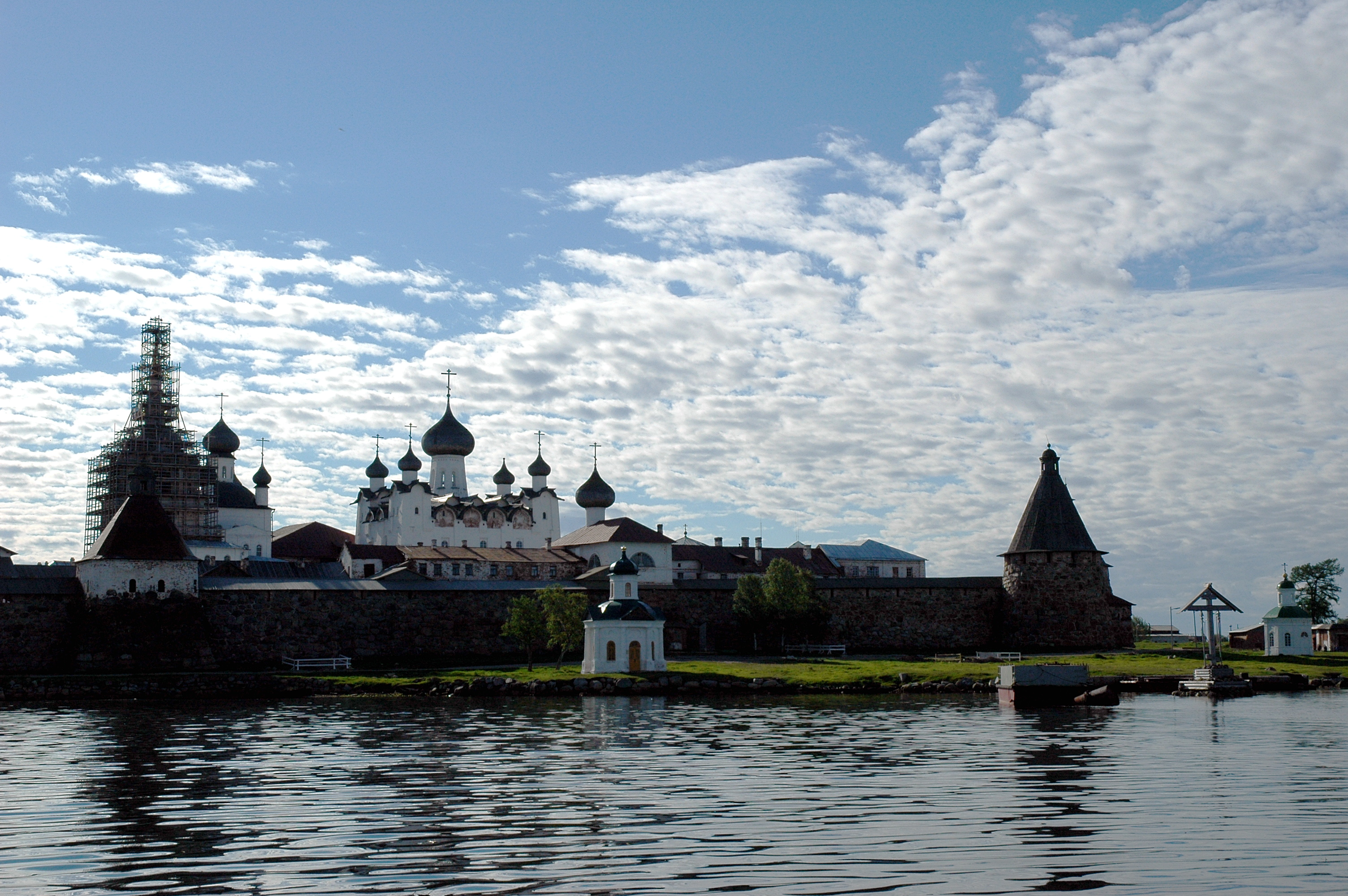

오네가 만(Onega灣, 러시아어: Онежская губа, Онежский залив)는 아르한겔스크의 남서부에 위치한 만이다. 길이는 185 km, 깊이는 16 m (최저), 36 m (최고)이다.
오네가 강, 켐 강, 케레티 강, 비크 강이 오네가 만으로 흘러서 들어간다. 오네가 만은 많은 섬들이 위치해 있고 가장 크고 유명한 섬이 솔로베츠키 제도이다. 만의 서쪽에는 벨로모르스크가 위치해 있고, 백해-발트 해 운하가 위치해 있다.